# St. Jesu Namen (Wascheid)

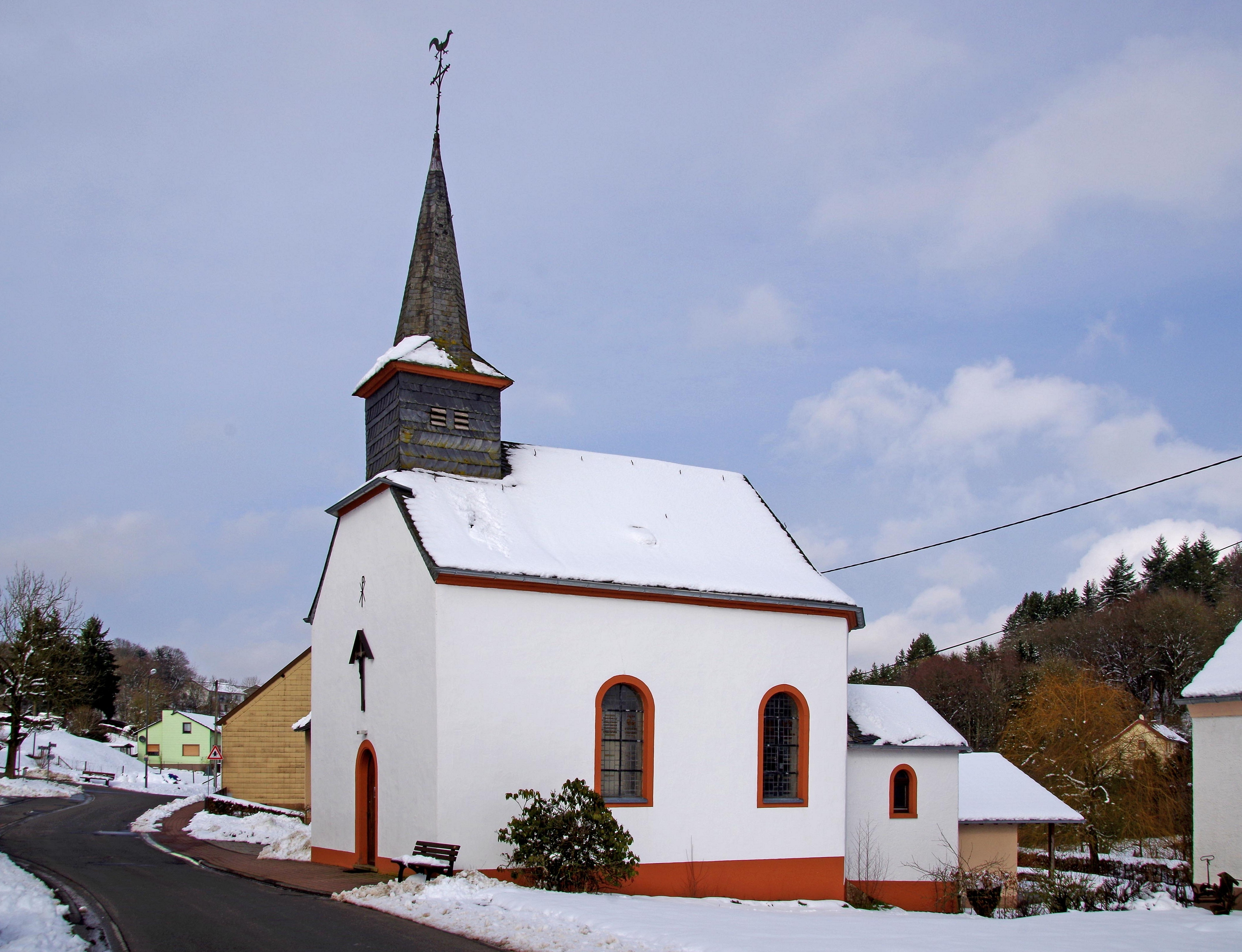
St. Jesu Namen (Wascheid)

Die Kapelle St. Jesu Namen (auch: Heiliger Namen Jesu) ist die römisch-katholische Filialkirche in Gondenbrett-Wascheid im Eifelkreis Bitburg-Prüm in Rheinland-Pfalz. Die Kirche gehört zur Pfarrei Gondenbrett in der Pfarreiengemeinschaft Prüm im Dekanat St. Willibrord Westeifel im Bistum Trier.

## Geschichte
1795 oder 1797 wurde der kleine Saalbau (8 × 6 Meter) mit Dachreiter von den Dorfbewohnern gebaut. 1803 wurde er Filialkirche der Pfarrei Gondenbrett. Die Kapelle trägt den Titel Namen Jesu.

## Ausstattung
Der hölzerne Tabernakelaltar stammt von 1798. Auf dem Tabernakel steht ein Holzkreuz (1,5 Meter hoch) mit Christuskörper. 1997 wurden Figuren der Muttergottes und des Jüngers Johannes zur Bildung einer Kreuzigungsgruppe dazugestellt. Der Altar steht vor einer breiten Holzwand mit zwei Türen und Beichtstuhl. Folgende Heiligenfiguren befinden sich noch im Kirchenraum: Barbara von Nikomedien, Katharina von Alexandrien, Dorothea von Cäsarea, Brigitta und Paulus. Ein Gemälde zeigt die Pietà. Die vier Rundbogenfenster sind den Seligpreisungen gewidmet. Die Kopfenden der Kirchenbänke von 1795 sind mit Schnitzereien verziert.